# São José do Rio Preto
São José do Rio Preto este un oraș în São Paulo (SP), Brazilia.